# Edmund Schechter
Edmund Schechter (auch Schächter; * 22. April 1908 in Wien, Österreich-Ungarn; † 11. September 1998) war ein US-amerikanischer Diplomat, Autor und Leiter von Radio München, dem späteren Bayerischen Rundfunk.

## Leben

### Vorkriegszeit und Zweiter Weltkrieg
Während seiner Schulzeit trat Schechter der jüdischen Burschenschaft Masada und während seines Studiums an der Universität Wien der Schlagenden jüdischen Studentenverbindung Kadimah bei. Im Februar 1938 veröffentlichte er ein Buch mit dem Titel Kampf um Zion: Die Freiheitsbewegung Israels und der Völker, in dem er für die Errichtung eines jüdischen Staates warb.
Im März 1938, nach dem „Anschluss Österreichs“ an das nationalsozialistische Deutsche Reich, floh Schechter nach Triest und im April 1938 nach Paris. Im Frühjahr 1940 wurde er in eine Hilfseinheit des französischen Militärs eingezogen, geriet in deutsche Gefangenschaft und konnte nach Marseille und dann nach Casablanca fliehen. Im Mai 1941 verließ er Casablanca in Richtung Lissabon und fuhr dann nach New York.
Von 1941 bis 1943 lebte er in New York, schrieb Artikel und hielt Vorträge über Marokko und Nordafrika. Im März 1943 trat er in das Office of War Information (OWI) ein, wo er zunächst ausgehende Sendungen auf ihre Konformität hin überprüfte und dann als Leiter des italienischen Kontrollbüros fungierte, wo er unter dem Namen Edward Herman eine Sendung für die deutschen Soldaten in Italien sprach. Im Frühjahr 1944 wurde er im Auftrag des OWI zum American Broadcasting Service in Europe (ABSIE) nach London versetzt, wo er Memoranden verfasste, die Anleitungen für die Behandlung verschiedener Nachrichtenthemen enthielten.
Ende 1944 wurde er zu Radio Luxemburg versetzt, wo er fremdsprachige Sendungen für ausländische Zwangsarbeiter und später für Vertriebene überwachte. Er unternahm auch Reportagereisen in deutsche Städte, die von den Alliierten besetzt wurden, und besuchte die Konzentrationslager Mauthausen und Dachau.

### Nachkriegszeit

#### Deutschland
Als Radio Luxemburg im November 1945 an die luxemburgischen Behörden zurückgegeben wurde, wurde Schechter beauftragt, in Berlin einen von den Amerikanern kontrollierten Radiosender in Deutschland einzurichten, den „Rundfunk im amerikanischen Sektor“ (RIAS). 1946 kehrte er kurz in die Vereinigten Staaten zurück und erhielt die amerikanische Staatsbürgerschaft.
Von 1947 bis 1950 war er in München Leiter der Radio Control Branch der Information Control Division der Militärregierung für Bayern. Seine Aufgabe war es, Radio München auf die Übertragung der Verantwortung auf Deutschland vorzubereiten.
Nach dem Weggang von Field Horine 1947 übernahm Edmund Schechter die Leitung von Radio München. Mit seinem Amtsantritt verlagerte sich der Programmschwerpunkt von der Reeducation hin zu mehr Unterhaltung, zu Bunten Abenden, Volksmusik, Operette, Tanzmusik oder zu lustigen bayerischen Serien. Im Dezember 1947 ernannte er Rudolf von Scholtz zu seinem Nachfolger. Radio München wurde im Januar 1949 als Bayerischer Rundfunk in die Hoheit der Bundesrepublik Deutschland überführt.
Im Jahr 1950 übernahm Schechter die Leitung den deutschen Radiobereich des Hochkommissars der Vereinigten Staaten in Deutschland (HICOG). Er arbeitete als Leiter der Radioabteilung der Informationsabteilung im Büro für öffentliche Angelegenheiten, wo er die fünf Radiosender in der amerikanischen Besatzungszone beaufsichtigte: Bremen, Frankfurt, Stuttgart, München und RIAS.

#### USA
1955 kehrte Schechter in die Vereinigten Staaten zurück, wo er für die United States Information Agency in Washington, DC, als Policy Officer für Westeuropa arbeitete. Er setzte seine Karriere im Auswärtigen Dienst fort und war unter anderem in Rom, La Paz und Caracas tätig. Nach seiner Pensionierung lebte er mit seiner Frau Gerda und seinem Sohn Peter in Washington DC, wo er über internationale Angelegenheiten und die Geschichte Israels und des Zionismus schrieb und Vorträge hielt. Er wurde 1966 mit dem Meritorious Honor Award ausgezeichnet.
Seine Memoiren mit dem Titel „Viennese Vignettes: Persönliche Erinnerungen“ wurden 1983 veröffentlicht.
Edmund Schechter wurde in Adelphi im Prince George’s County in Maryland, USA bestattet.